# Thomas G. Rosenmeyer
Thomas Gustav Rosenmeyer (Amburgo, 3 aprile 1920 – Oakland, 6 febbraio 2007) è stato un filologo classico e grecista tedesco naturalizzato statunitense.

## Biografia
Fu professore emerito di letteratura classica e comparata alla Università della California - Berkeley. Il suo principale interesse fu quello per la letteratura classica dell'antica Grecia, specialmente per quanto riguarda le opere di Platone.